# استینه استینگده
استینه استینگده (دانمارکی: Stine Stengade؛ زادهٔ ۱ ژوئن ۱۹۷۲) بازیگر اهل دانمارک است.
از فیلم‌ها یا برنامه‌های تلویزیونی که وی در آن نقش داشته‌است، می‌توان به وثیقه، شعله و لیمو، استدلال کیرا: یک داستان عاشقانه و پراگ اشاره کرد.